# 小さな願い/今を生きよう (Seize the Day)
「小さな願い/今を生きよう (Seize the Day)」（ちいさなねがい/いまをいきよう セイズ・ザ・デイ）は竹内まりやの43作目のシングル（両A面）。2018年11月25日にデビュー40周年を迎えた竹内であるが、それに先駆けて10月17日にリリースされた。発売元はワーナーミュージック・ジャパン。

## 概要・背景
シングルCDとしては約4年ぶりのリリースとなる。ジャケットは、デビュー・アルバム『BEGINNING』のレコーディングの際に訪れたロサンゼルスにて新たに撮影されたもの。
「小さな願い」は、2018年10月26日に公開された映画『あいあい傘』の主題歌として書き下ろされた誰もが持つ大切な人への想いや家族愛を歌った楽曲。映画の制作サイドは楽曲提供の依頼について「聴くだけで気持ちがホッとしたり、気分が明るくなったりする、普通に暮らす人々の生活と、そこに生まれる感情に寄り添う音楽。それはまりやさんの音楽の中心にある ″ミドル・オブ・ザ・ロード″ という考え方です。」と述べており、加えて「映画『あいあい傘』は、運命に翻弄されながらも懸命に生きる人々の姿を描いた作品です。まりやさんに台本をお読みいただき、映像をご覧いただいて、そこに生きる人々の思いを拾い『小さな願い』として結実させていただけたことは、ただただ感無量です。」と感謝の思いを伝えている。映画の公開と本作のリリースに因んで、劇中シーンを用いたGYAO!とのコラボレーション企画によるショート動画が制作され、期間限定で配信された。
「今を生きよう (Seize the Day)」は、同年10月27日にNHK総合で放送が開始された土曜時代ドラマ『ぬけまいる〜女三人伊勢参り』の主題歌として書き下ろされた。詞の内容はドラマの主人公である女性三人の悩みや心情を代弁するような目線で書かれたものとなっている。
ほか、竹内が松田聖子に提供し2011年にシングルとしてリリースされた「特別な恋人」のカップリング曲である「声だけ聞かせて」のセルフカバーや、山下達郎が1979年にアン・ルイスのアルバム『PINK PUSSY CAT』のプロデュースを担当した際に書き下ろし、山下自身もアルバム『POCKET MUSIC』でセルフカバーした楽曲「シャンプー」の竹内バージョンを収録している。さらに、M-1～M-3までのオリジナル・カラオケも加えた合計7トラックが収録されている。
シングルCDには、同年11月16日にNHK大阪ホールと11月18日に品川プリンスホテル・ステラボールにて行われるミニライブおよびトークイベントに参加する為の応募ハガキが封入された。このイベントは11月23日に公開となった竹内のライブ・ドキュメンタリー映画『souvenir the movie 〜Mariya Takeuchi Theater Live〜』のムビチケカードに付属する応募券をハガキに貼って申し込んだ人の中から、抽選で2500人にチケットが当選するというもの。

## 収録曲

### CD
| #         | タイトル                                           | 作詞       | 作曲       | その他の編曲 | 時間  |
| --------- | -------------------------------------------------- | ---------- | ---------- | ------------ | ----- |
| 1.        | 「小さな願い」                                     | 竹内まりや | 竹内まりや | 山下達郎     | 4:25  |
| 2.        | 「今を生きよう (Seize the Day)」                   | 竹内まりや | 竹内まりや | 山下達郎     | 3:47  |
| 3.        | 「声だけ聞かせて」                                 | 竹内まりや | 竹内まりや | 増田武史     | 4:28  |
| 4.        | 「シャンプー」                                     | 康珍化     | 山下達郎   |              | 4:01  |
| 5.        | 「小さな願い」(Original Karaoke)                   |            | 竹内まりや | 山下達郎     | 4:25  |
| 6.        | 「今を生きよう (Seize the Day)」(Original Karaoke) |            | 竹内まりや | 山下達郎     | 3:47  |
| 7.        | 「声だけ聞かせて」(Original Karaoke)               |            | 竹内まりや | 増田武史     | 4:28  |
| 合計時間: | 合計時間:                                          | 合計時間:  | 合計時間:  | 合計時間:    | 29:23 |

## ミュージシャン
小さな願い
- 山下達郎：Computer Programming, Electric Guitar, Acoustic Guitar, Keyboards, Glockenspiel, Percussion & Backing Vocal
- 島村英二：Drums
- 伊藤広規：Electric Bass
- 難波弘之：Acoustic Piano & Organ
- ハルナ：Backing Vocals
- 橋本茂昭：Computer Programming & Synthesizer Operation

今を生きよう (Seize the Day)
- 山下達郎：Computer Programming, Electric Guitar, Acoustic Guitar, Keyboards, Percussion & Backing Vocal
- 島村英二：Drums
- 伊藤広規：Electric Bass
- 中西康晴：Acoustic Piano & Hammond Organ
- ハルナ：Backing Vocal
- 三谷泰弘：Backing Vocals
- 橋本茂昭：Computer Programming & Synthesizer Operation

声だけ聞かせて
- Electric Guitar & Acoustic Guitar：増田武史
- Percussion：山下由紀子
- Strings：室屋光一郎ストリングス
- 橋本茂昭：Computer Programming & Synthesizer Operation
- 竹内まりや：Backing Vocals

シャンプー
- 伊藤広規：Electric Bass
- 難波弘之：Acoustic Piano